# Liste der Monuments historiques in Venise
Die Liste der Monuments historiques in Venise führt die Monuments historiques in der französischen Gemeinde Venise auf.

## Liste der Immobilien
| Bezeichnung      | Beschreibung                  | Standort               | Kennzeichnung | Schutzstatus | Datum | Bild           |
| ---------------- | ----------------------------- | ---------------------- | ------------- | ------------ | ----- | -------------- |
| Kirche St-Martin | zwischen 1839 und 1846 erbaut | Rue Jean-Moulin (Lage) | PA00101733    | Inscrit      | 1979  | weitere Bilder |